# Дютан, Луи
Луи Дютан (фр. Louis Dutens; 15 января 1730, Тур, Эндр и Луара, Франция — 23 мая 1812, Лондон, Великобритания) — французский писатель, дипломат, учёный, историк, нумизмат. Член Академии надписей и изящной словесности и Лондонского королевского общества.

## Биография

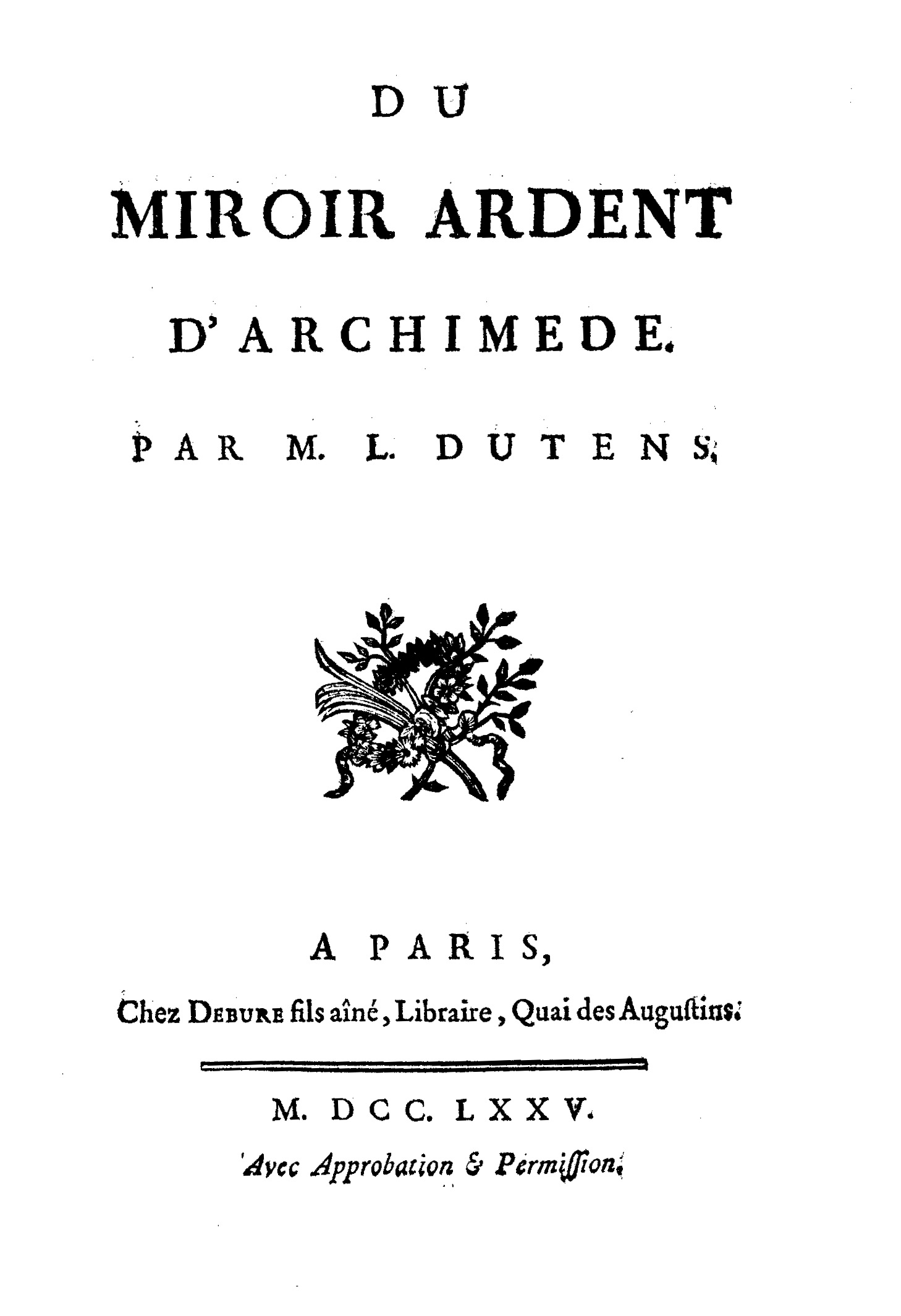
Луи Дютан. «Du miroir ardent d’Archimede»

Родился в гугенотской семье и не рассчитывая, как протестант, сделать карьеру во Франции, отправился в Англию, где родственник был ювелиром. Изучал, а позже, получив место репетитора, преподавал математику, греческий, итальянский, испанский и семитские языки.
В 1758 был рукоположен, стал капелланом, служил королевским историографом. В октябре 1758 года — секретарь английского министра при дворе Турина.
С 1760 по 1762 год был поверенным в делах в Турине. В 1763 году вновь отправился в Турин в качестве временного поверенного. Во время своей второй миссии собрал и опубликовал первое довольно полное издание сочинений Лейбница («Gothofridi Guillemi Leibnitii Opera Omnia», Женева, 6 томов, 1768 г.) и написал свои рецензии на книгу «Recherches sur l’origine des découvertes attribuées aux modernes» (1766).
После возвращения в Англию, Хью Перси, 1-й герцог Нортумберленд назначил его наставником своего младшего сына Элджернона Перси, лорда Беверли в Гран-туре
В Риме в 1769 году Дютан опубликовал сочинении христианской апологетики «Le tocsin» (1769; в 1777 г. напечатано вновь под заглавием «Appel au bon sens»), в котором он выступил противником идей Вольтера и Руссо.
В 1775 году Луи Дютан стал членом Французской Академии надписей и изящной словесности и членом Лондонского королевского общества.
Позже в третий раз был отправлен поверенным в делах в Турин. В 1783 году уехал в Париж, вернулся в Лондон в следующем году.
В 1775—1805 годах он написал свои известные автобиографические мемуары «Mémoires d’un voyageur qui se repose» (1806), в которых помещены исторические, литературные и политические воспоминания по отношению к основным персонажам его века. Умер в Лондоне в 1812 году.
Ему же принадлежат также «Origine des découvertes attribuées aux modernes» (1766 и др.), «Du miroir ardent d’Archimede» (1775), «Histoire de ce qui s’est passé pour le rétablissement d’une régence en Angleterre» (1789), сочинения по нумизматике, стихотворения и др.
Перевёл на французский язык вновь опубликованный трактат английского парламентария Эдмунда Берка «Размышления о Французской революции».

## Избранные сочинения
- 1766 : Recherches sur l’origine des découvertes attribuées aux modernes : où l’on démontre que nos plus célèbres philosophes ont puisé la plupart de leurs connaissances dans les ouvrages des anciens et que plusieurs vérités importantes sur la religion ont été connues des sages du paganisme. (2 тома) ;
- 1768 : Gothofridi Guillemi Leibnitii opera omnia. (6 томов) Édition des œuvres de Leibnitz ;
- 1769 : Le Tocsin ;
- 1773 : Explication de quelques médailles de peuples, de villes, et de rois grecques et phéniciennes ;
- 1774 : Explication de quelques médailles phéniciennes du cabinet de M. Duane ;
- 1775 : Du miroir ardent d’Archimede ;
- 1776 : Des pierres précieuses et des pierres fines, avec les moyens de les connaître et de les évaluer ;
- 1784 : Itinéraire des routes les plus fréquentées, ou Journal d’un voyage aux villes principales de l’Europe depuis 1768 jusqu’en 1783 ;
- 1784 : Œuvres mêlées. Cet ouvrage contient notamment les Lettres à Monsieur D…. B… sur la réfutation du livre de l’"Esprit d’Helvétius" par J. J. Rousseau, avec quelques lettres de ces deux auteurs (1779) ;
- 1787 : L’Ami des étrangers qui voyagent en Angleterre à Londres. Réédité en 1792 sous le titre Le Guide moral, physique et politique des étrangers qui voyagent en Angleterre ;
- 1787 : Court examen de l'état politique de la Grande-Bretagne au commencement de l’année
- 1787. Traduction de A Short History of the Political State of Great Britain de N.W. Wraxall;
- 1789 : Correspondence interceptée ;
- 1806 : Mémoires d’un voyageur qui se repose; contenant des anecdotes historiques, politiques et littéraires, relatives à plusieurs des principaux personnages du siècle. (3 тома)

Его племянник, Жозеф-Мишель Дютан (1765—1848), инженер, известен своими сочинениями по политической экономии («Philosophie de l’économie politique» (1835) и «Défense de la doctrine des anciens économistes»).